# Anisophyllea disticha
Anisophyllea disticha là một loài thực vật]] thuộc họ Anisophylleaceae. Loài này có ở Brunei, Indonesia, Malaysia, và Singapore.